# Le vite degli altri (programma televisivo)
Le vite degli altri è un programma televisivo, condotto da Angela Rafanelli, in onda dal 10 maggio 2011 in seconda serata su LA7.
Il programma è ispirato al film Le vite degli altri, nel quale viene ordinato all'inflessibile agente della polizia di stato Gerard Wiesler di spiare la vita del drammaturgo George Dreyman. Un'esperienza che lo porta a considerare la propria vita da un diverso punto di vista e perdere gran parte delle sue certezze.
In ogni episodio, girato e montato come se si trattasse di un film, la conduttrice cerca di immedesimarsi nelle vite degli altri vivendo a stretto contatto con i protagonisti delle storie, 24 ore su 24, per un intero mese.

## Le puntate

### Vita da prostituta
La Rafanelli vive a stretto contatto con una prostituta di nome Magda.

### Vita da soldato
La Rafanelli affronta la vita del militare, partecipando all'addestramento di una compagnia in partenza per l'Afghanistan.

### Vita da malato di mente
La Rafanelli affronta la realtà delle comunità che ospitano le persone affette da disturbi mentali, lavorando in una comunità psichiatrica di Roma nei panni di una tirocinante.

### Vita da volontario
La Rafanelli vive la vita del volontario, partendo per la Tanzania e accompagnando dei bambini malati dalla prima visita alla corsia fin dentro la sala operatoria.

### Vita da pornostar
La Rafanelli racconta il mondo della pornografia curando la regia dello spettacolo hard di Marika, un'attrice porno.

### Vita da circo
La Rafanelli vive la vita dei circensi esibendosi nel Circo Medrano.